# Nadlice
Nadlice este o comună slovacă, aflată în districtul Partizánske din regiunea Trenčín. Localitatea se află la altitudinea de 182 m deasupra n.m., se întinde pe o suprafață de 5,53 km2 și în 2017 număra 621 de locuitori.

## Istoric
Localitatea Nadlice este atestată documentar din 1113.

## Demografie
| An:                | 1994 | 2004   | 2014 | 2024   |
| ------------------ | ---- | ------ | ---- | ------ |
| Număr de persoane: | 619  | 639    | 639  | 584    |
| Diferență:         |      | +3,23% | +0%  | −8,60% |

| An:                | 2023 | 2024   |
| ------------------ | ---- | ------ |
| Număr de persoane: | 593  | 584    |
| Diferență:         |      | −1,51% |